# Карниці (Ґрифицький повіт)
Карниці (пол. Karnice, нім. Karnitz) — село в Польщі, у гміні Карниці Ґрифицького повіту Західнопоморського воєводства.
Населення — 742 особи (2011).
У 1975-1998 роках село належало до Щецинського воєводства.

## Демографія
Демографічна структура станом на 31 березня 2011 року:
|          | Загалом | Допрацездатний вік | Працездатний вік | Постпрацездатний вік |
| -------- | ------- | ------------------ | ---------------- | -------------------- |
| Чоловіки | 364     | 59                 | 277              | 28                   |
| Жінки    | 378     | 67                 | 239              | 72                   |
| Разом    | 742     | 126                | 516              | 100                  |